# Бразильсько-гаянські відносини

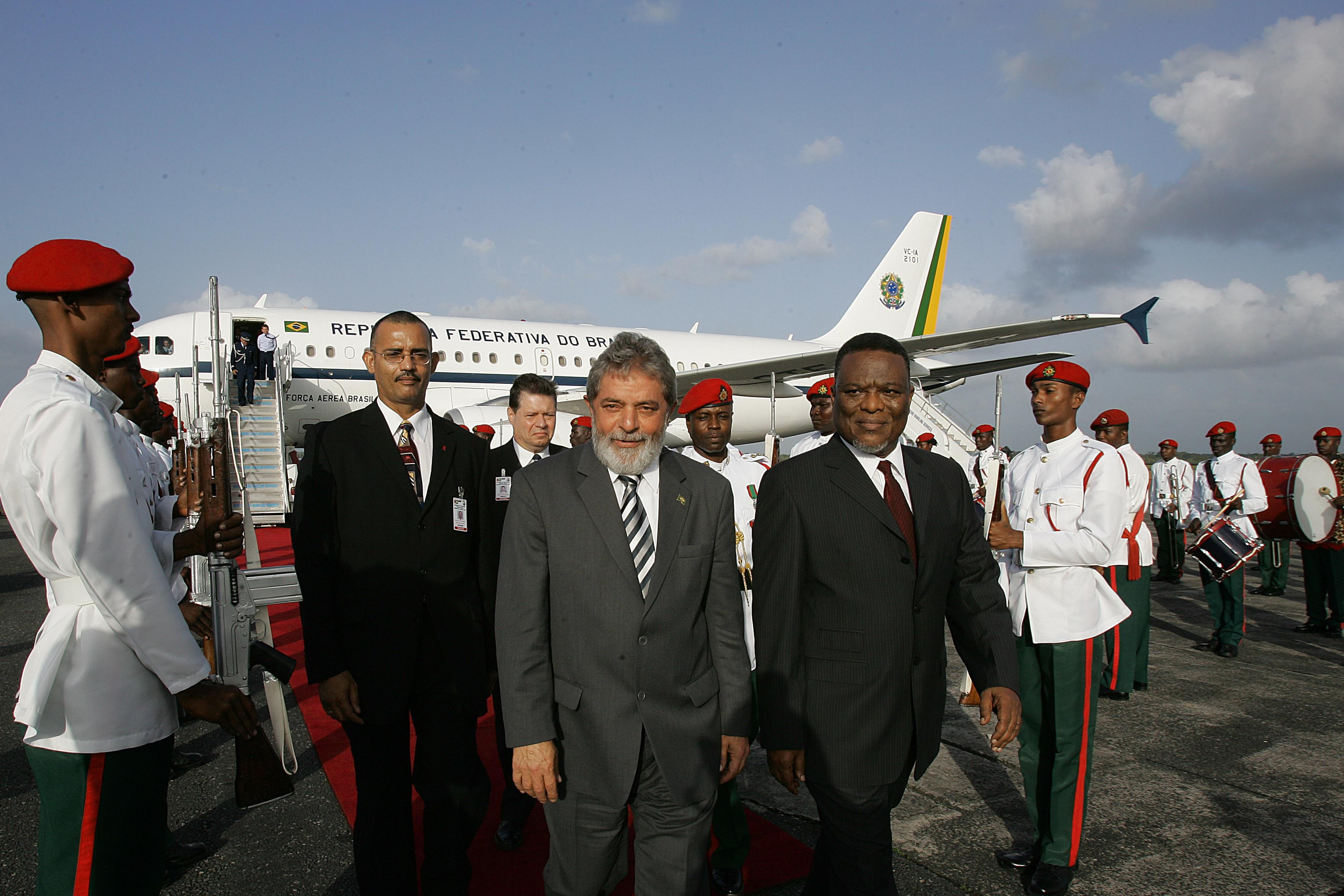
Президент Бразилії Луїз Інасіо Лула да Сілва з офіційним візитом у Гаяні, 2007

Бразильсько-гаянські відносини - двосторонні дипломатичні відносини між Бразилією та Гаяною. Протяжність державного кордону між країнами становить 1308 км.

## Історія
Країни підтримують добрі міждержавні відносини. Бразилія надала невелику кількість військової допомоги Гаяні у вигляді підготовки збройних сил цієї країни для ведення бойових дій у джунглях та логістичної підтримки. Допомога Бразилії була надана Гаяні в обмін на відмову останньої від військової допомоги Куби.
У 1975 уряд США стверджував, що Гаяна допомагає кубинським військам дістатися Анголи, де в той час вирувала громадянська війна. Бразильський уряд негативно відреагував на цю співпрацю гаянців із кубинцями та провів військові маневри на кордоні з Гаяною.
У 1960 обидві країни почали будувати шосе з бразильського міста Манаус до столиці Гаяни Джорджтаун, згідно з розрахунками завдяки цій дорозі Бразилія отримала б швидкий доступ до портового міста на узбережжі Атлантичного океану, а для Гаяни це шосе стало б головною транспортною артерією по торгівлі сусідом.
У 1971 Бразилія пропонувала Гаяні технічну допомогу для завершення будівництва гаянської частини шосе з міста Летхем до Джорджтауна. Станом на 1990-і будівництво шосе не було завершено.